# Skate punk

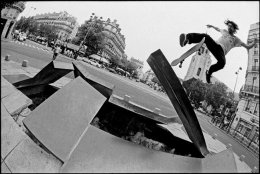

L'skate punk, a voltes també anomenat skatecore, és un subgènere de la música punk rock caracteritzat per les lletres que tracten temàtiques vinculades amb la cultura skate.

## Orígens musicals
Els primers grups a parlar de l'skate a les seues lletres foren grups de hardcore melòdic com NOFX o Satanic Surfers. Posteriorment, aquesta temàtica va perviure als grups de punk rock californians, com Blink-182 o The Offspring. És per això que no hi ha un estil diferenciat entre el skate punk i altres gèneres del punk més enllà de les lletres.

## Grups de skate punk
- Bad Religion
- Blink-182
- Millencolin
- Mxpx
- NOFX
- Pennywise
- Rise Against
- Satanic Surfers
- Spermbirds
- The Offspring